# Francisco de Andía Irarrazábal y Zárate
Francisco González de Andía Irarrazábal y Zárate foi Marquês de Valparaíso e Vice-rei de Navarra. Exerceu o vice-reinado de Navarra entre 1634 e 1637. Antes dele o cargo foi exercido por Luís Bravo de Acuña. Seguiu-se-lhe Fernando de Andrade e Sotomayor.